# Randolph L. Braham
Randolph Lewis Braham, eredetileg Ábrahám Adolf (Bukarest, 1922. december 20. – New York, 2018. november 25.) magyar–zsidó származású amerikai holokausztkutató, politológus, történész, a New York-i City University (CUNY) City College-ének, illetve Graduate Centerének kitüntetett politikatudományi emeritus professora volt. Alapító tagja volt a Washingtonban székelő Egyesült Államok Holokauszt Emlékmúzeuma (U.S. Holocaust memorial Museum) tudományos bizottságának (academic committee), és 1979-ben megalapította a New York-i City University Graduate Center keretében évtizedeken át működő Rosenthal Holokauszttanulmányi Intézetet (The Rosenthal Institute for Holocaust Studies), amelynek haláláig igazgatója volt. 
Szakterületei az összehasonlító politikatudomány és a holokauszttörténet voltak, bár ez utóbbi tudományágat soha nem oktatta. Tudományos karrierje során összehasonlító politikatudományt és szovjet tanulmányokat oktatott egyetemének City College-ében, ahol egyben a politikatudományi tanszék vezetője volt.Hatvannál több könyvet írt és/vagy szerkesztett, szerzője, illetve társszerzője volt további 50 kötetnek, és számtalan tudományos cikket és tanulmányt publikált. A holokauszttal kapcsolatos munkáinak oroszlánrésze a holokauszt magyarországi fejezetével foglalkozik. Legismertebb munkái a témában alapműnek számító kétkötetes A népirtás politikája: a holocaust Magyarországon, amelynek első kiadása 1981-ben jelent meg az Egyesült Államokban, The Politics of Genocide: The Holocaust in Hungary címmel, illetve a 2007-ben megjelent háromkötetes A magyarországi holokauszt földrajzi enciklopédiája.

## Élete
Észak-erdélyi, rendkívül szegény zsidó családban, Ábrahám Lajos és Katz Eszter fiaként, Ábrahám Adolf világi, illetve Ávrahám ben Jichák ben Árje héber néven született. Kevéssel születése után a család Bukarestből visszaköltözött korábbi lakhelyükre, Désre. Ott telt gyermekkora, az általános iskolát és a gimnáziumot is Désen végezte. Édesapja elhatározásából, iskolás éveiben, délutánonként, egyik helyi műbútorasztalos műhelyében dolgozott, hogy megélhetést biztosító szakmát is elsajátítson. 
1943. október elején behívták munkaszolgálatra, ezredével 1944 márciusában a szovjet frontra került, ahonnan a legtöbb társa nem került vissza. Decemberben néhány társával együtt megszökött, és a magyarországi Nyíri falu egyik magyar gazdája, Novák István embersége folytán, annak tanyáján rejtőzhetett. Ezáltal sikerült megmenekülnie a német SS-el együttműködő magyar csendőrség elől. 1945 januárjában rövid időre szovjet fogságba került, ahonnan a szovjet alakulat egyik zsidó tisztje a zsidó foglyokat titokban segítette elmenekülni. Kezdeményezésére, az 1983-ban elhunyt Novák Istvánt, 1985-ben a jeruzsálemi Jad Vasem Intézet posztumusz Világ Igaza címmel tüntette ki.
Miután 1945-ben befejezte a gimnáziumot, egyik marosvásárhelyi ismerősével, Budapesten át, eljutott az ausztriai, majd a németországi amerikai megszállási övezetbe. Mivel több nyugati nyelven is beszélt, a menekültek ügyeit intéző egyik amerikai katonai szervezetnél sikerült fordítói álláshoz jutnia. Később felvették a müncheni Ludwig Maximilians Egyetemre, ahol közel két évig tanult, és ahol többek között politológiával foglalkozott.
1948 januárjában külföldi egyetemi hallgatóként érkezett az Egyesült Államokba, New Yorkba. Tanulmányait ott folytatta, és még abban az évben A The City College of New York-on közgazdaság- és államtudományi oklevelet kapott. Közben egyik rokona üzletében, a szünidőben pedig nagybátyja szállodájában dolgozott. 1949-ben, szintén a City College-től oktatástudományi magiszteri oklevelet, 1952-ben pedig a New York-i The New School for Social Research-től politikatudományban PhD-fokozatot szerzett. A következő esztendőben, 1953-ban, kapta meg az amerikai állampolgárságot, s ekkor változtatta meg a nevét is – édesapja Lajos nevének angol változatát is felvéve – Randolph Lewis Braham-re. (A középső nevét gyakran helytelenül, Louis-ként írják.) Oktatási tevékenységét 1962-ben kezdte meg a CUNY-n, ahol a politikatudományi tanszéket vezette. Az egyetemtől 1987 áprilisában kitüntetett professzori (distinguished professor, a CUNY legmagasabb oktatói minősítése) címet kapott. Nyugdíjba vonulásáig, 1992-ig, a CUNY-n összehasonlító politikatudományt tanított, azt követően pedig kitüntetett emeritus professzorként a CUNY Posztgraduális Központjában (Graduate Center) működött. Ezzel párhuzamosan, haláláig az egyetem Rosenthal Holokausztkutató Intézetének igazgatói tisztségét is betöltötte.
Braham professzor tagja volt a washingtoni  Egyesült Államok Holokauszt Emlékmúzeuma (USHMM) Akadémiai Bizottságnak, a múzeum legkorábbi tervezési munkájától egészen 2005-ig, és már 1999-től részt vett az Akadémiai Bizottság Ösztöndíj Albizottságának munkájában. Ezzel párhuzamosan, rendkívüli tanácsadója volt a New York-i Zsidó Örökség Múzeumának (Muzeum of Jewish Heritage) és a jeruzsálemi Jad Vasem Intézetnek. Az általa írt köteteket alapvető forrásművekként használták különböző államok (többek között Kanada, Németország, Izrael, Amerikai Egyesült Államok) bíróságai. A halála előtt néhány évvel megírt visszaemlékezéseit – amelyben a holokauszttörténészeknek azokra a nehézségeire is utalt, amelyekkel a múlt letagadásában és a bizonyítékok elrejtésében érdekelt szovjet blokk államaiban szembesültek – az USHMM-nek adományozott archívumába helyezte letétbe. 
Írásaiban Braham professzor egyetlen alkalommal utalt arra, hogy ő a holokauszt túlélője. Ez 2014-ben történt, amikor a Magyar Távirati Irodának küldött nyilatkozatában a magyar társadalom tudomására hozta a Magyarország kormányától kapott magas kitüntetés (a Magyar Köztársasági Érdemrend középkeresztje) visszaküldésének az okát. Hatalmas munkájában, A népirtás politikájába beillesztette azonban a saját azonosítójegyének a fényképét (vagy ahogyan a katonai szleng nevezi: dögcéduláját), a mű talán egyetlen forrásjelzés nélküli felvételét.
A Los Angeles-i Délkaliforniai Egyetem Soá Alapítványa számára 1997-ben adott videó-tanúvallomásában ismertette egyebek között azokat a szenvedéseket, amelyeket a háború utolsó évében, a keleti fronton, munkaszolgálatos egysége tagjainak el kellett tűrnie. Beszélt a gyakori verésekről, kínzásokról és kikötésekről, és arról is, hogy télen egyes bajtársainak mezítláb, meztelenül, mindössze egy pokróccal magukon kellett menetelniük, és a szükségleteiket is csak menet közben végezhették el. Elmondta azt is, hogy a hadi manőverek során őt és társait arccal lefele fektették le egymás mellé az egyébként járhatatlan mocsaras vidékeken, hogy a katonai egységek, a lovas szekerek, illetve a lovak által húzott haditechnika testükön keresztül juthasanak tovább.

### Családja, rokonsága
Elmondása szerint tizenöt közeli rokona közül tizenhárman pusztultak el a holokauszt idején. Ő maga – a fronton munkaszolgálatot teljesítő zsidó férfiak nagy többségéhez hasonlóan – a koncentrációs tábort elkerülte. Több rokona még az 1920-as években kivándorolt az Egyesült Államokba, és ez a körülmény is közrejátszott abban, hogy 1945 után új hazájának ne Izraelt válassza (amint azt számtalan sorstársa tette), hanem az Egyesült Államokat, ahová gyermekkora óta vágyódott.
1954-ben megnősült. Németországban született felesége 1946-ban Olaszországból érkezett az Egyesült Államokba, ahol vegyészmérnöki képesítést szerzett, de sokáig számítógépes mérnökként dolgozott. Két fiuk közül az idősebbik, Steven közgazdász diplomát szerzett; a fiatalabbik, Robert zenetudománnyal foglalkozott, majd egy internetes újság főszerkesztője lett.

## A holokauszt kutatója
Tudományos tevékenységének középpontjában a közép-európai, elsősorban a magyarországi holokauszt kutatása áll. Nem sokkal a PhD megszerzése után fogott hozzá a holokauszt történetének kutatásához, bekapcsolódott az akkoriban létesült jeruzsálemi Jad Vasem Intézet ilyen irányú munkájába. Az 1950-es évek végétől több ország, köztük Magyarország és Izrael levéltárainak erre vonatkozó anyagát tanulmányozta át.
Legismertebb, fő művének tekinthető munkája a kétkötetes The Politics of Genocide: The Holocaust in Hungary című könyve (New York, 1981), ezt nálunk A magyar Holocaust címen 1988-ban adták ki. A bővített, átdolgozott változat az Egyesült Államokban 1994-ben, Magyarországon 1997-ben jelent meg, ekkor már az eredeti cím fordításával: A népirtás politikája: a holocaust Magyarországon. „…A magyar zsidóság a háború alatt egyharmaddal több embert vesztett, mint az Egyesült Államok hadereje a második világháború minden hadszínterén együttvéve. A kétkötetes elbeszélésben ez a statisztika változik példátlan rémtörténetté.”
Munkásságát itthon többek között a Magyar Köztársasági Érdemrend tisztikeresztje (1995) és a Magyar Köztársasági Érdemrend középkeresztje (2011) kitüntetésekkel ismerték el. Az utóbbi kitüntetést 2014-ben visszaküldte, mert úgy ítélte meg, hogy a magyar kormány "a Horthy-korszak tisztára mosására" törekszik. Hasonlóan cselekedett a Romániától kapott kitüntetésével, (Románia Csillaga érdemrend parancsnoka) 2004-ben, amikor azt egy közismert antiszemita román politikusnak is odaadták.
A Dunatáj Alapítvány alkotói műhelyben dokumentumfilm készült életéről (Rémálmok nyomában, rendezte Fischer István, operatőr Mohi Sándor), melyet a Duna Televízió mutatott be.
Fő művét adatbázisban tette hozzáférhatővé a WJLF munkacsoportja.

## Válogatás műveiből
- Jews in the communist world. A bibliography. 1945–1960; Twayne, New York, 1961
- The Hungarian Jewish catastrophe. A selected and annotated bibliography; Marstin Press, New York, 1962 (Joint documentary projects Bibliographical series Yad Washem Martyrs' and Heroes' Memorial Authority, Jerusalem – Yivo Institute for Jewish Research, New York)
- Eichmann és a magyar zsidóság pusztulása; ford. Farkas Ervin; Pro Arte, New York, 1963
- The destruction of Hungarian Jewry. A documentary account, 1-2.; World Federation of Hungarian Jews, New York, 1963
- Legitimism, zionism and the Jewish catastrophe in Hungary. New York, Herzl Press, 1964-65
- The Eichmann case: A source book; World Federation of Hungarian Jews, New York, 1969
- Education in the Hungarian People's Republic; U. S. Department of Health, Education and Welfare, Washington, 1970
- 1977: The Hungarian Labor Service System, 1939-1945 (New York, distributed by Columbia University Press)
- 1981: The Politics of Genocide: The Holocaust in Hungary (New York, Columbia University Press, két kötet; 2. kiadás: 1994)
- Genocide and retribution. The Holocaust in Hungarian-ruled Northern Transylvania; KNP, Boston, 1983 (Holocaust studies series)
- A magyar holocaust, 1-2.; mutatók Varga István, előszó Berend T. Iván, ford. Zala Tamás et al.; Gondolat–Blackburn International Inc., Budapest–Wilmington, 1988
- A magyar holocaust; ford. Zala Tamás et al.; 2. röv. kiad.; Gondolat, Budapest, 1990 (Terep)
- A népirtás politikája. A holocaust Magyarországon, 1-2.; 2. bőv., átdolg. kiad.; Belvárosi, Budapest, 1997
- A magyarországi háborús munkaszolgálat. Túlélők visszaemlékezései; szerk. Randolph L. Braham; TEDISZ–Szt. Pál Akadémia, Budapest, 1996 (Látószög könyvek)
- 1997: (Pók Attilával) The Holocaust in Hungary: Fifty Years Later (New York, Distributed by Columbia University Press)
- Román nacionalisták és a holocaust. Kitalált mentőakciók politikai kiaknázása. Felsőoktatási tankönyv; ford. Hernádi Miklós; Múlt és Jövő, Budapest, 1998
- A holokauszt. Válogatott tanulmányok; Láng, Budapest, 2002
- 2006: (Brewster S. Chamberlin-nel) The Holocaust in Hungary: Sixty Years Later (New York, distributed by Columbia University Press)
- A magyarországi holokauszt földrajzi enciklopédiája, 1-3.; szerk. Randolph L. Braham, Tibori Szabó Zoltán; Park, Budapest, 2007
- Az észak-erdélyi holokauszt földrajzi enciklopédiája; szerk. Randolph L. Braham, Tibori Szabó Zoltán; Park–Koinónia, Budapest–Kolozsvár, 2008
- A magyarországi holokauszt bibliográfiája, 1-2.; szerk. Randolph L. Braham; Park, Budapest, 2010
- A holokauszt Magyarországon hetven év múltán. Történelem és emlékezet; szerk. Randolph L. Braham, Kovács András; Múlt és Jövő, Budapest, 2015